# Аоос
Аоос (грец. Αώος), також Вйоса (алб. Vjosë) — річка у Греції та Албанії. Сумарна довжина — 272 км, 80 з яких річка протікає територією Греції. Площа басейну становить 6,6 тис. км². Висока вода в річці спостерігається з жовтня по травень, влітку Вйоса маловодна. Середня витрата води — близько 160 м³/с.
Витік річка бере в північній частині гір Пінд побизу гори Тімфі (2 497 м), у номі Епір. У верхній течії річище річки проходить глибоким каньйоном в північній частині національного парку Вікос-Аоос, протікає через селище Кониця, де розташований старий арковий міст, побудований 1870 року Зіогасом Фронтзосом, що кошувало йому 120 000 турецьких лір.
На кордоні з Албанією Вйоса зливається з річкою Сарандапо і тече на північний захід уздовж хребтів Немерчка (Немерчке) і Дембел, повз селища Кельцюра і містечка Тепелєна, де в неї впадає найбільша притока Дрінос. Після цього Вйоса протікає через населений пункт Мемаліай, виходить на прибережну рівнину, недалеко від Селеніци зливається з річкою Шушиця і впадає в Адріатичне море за 25 км на північний захід від міста Вльора.
У давнину основне русло річки на прибережній низовині лежало на північ і проходило біля підніжжя пагорба, на якому розташовувалося давньогрецьке місто Аполлонія Іллірійська. В наш час[коли?] у місті Селеніца від річки відходить канал, що йде на північ у напрямку старого русла, вода з якого використовується для зрошення полів.